# Maggie MacNeal
Pour les articles homonymes, voir MacNeal.
Maggie MacNeal, née Sjoukje Lucie van 't Spijker, appelée plus tard Sjoukje Smit, née le 5 mai 1950 à Tilbourg, est une chanteuse néerlandaise.
Elle se fit notamment connaître au cours de sa carrière solo avec le titre Amsterdam, composée dans le cadre du Nationaal Songfestival de 1980 — qu'elle remporte — pour représenter les Pays-Bas à l'Eurovision 1980 où elle se classe 5e. La chanson fut par la suite traduite en français, en allemand ainsi qu'en anglais, mais ne parvint pas pour autant à se classer mieux qu'à la 39e place du hit-parade national.
En 1971, elle créa le duo Mouth & MacNeal avec Willem Duyn. Ils représentèrent les Pays-Bas au Concours Eurovision de la chanson 1974, la même année que ABBA, où ils terminèrent 3e.

## Discographie

### Albums studio
- 1976 : Maggie MacNeal
- 1977 : Fools Together
- 1979 : Night Time
- 1980 : Amsterdam
- 1989 : Leuk voor later

### Singles
| Année                                                                                     | Single                       | Classement hebdomadaire | Classement hebdomadaire | Album                                |
| Année                                                                                     | Single                       | [ 2 ]                   | (Fl.)                   | Album                                |
| ----------------------------------------------------------------------------------------- | ---------------------------- | ----------------------- | ----------------------- | ------------------------------------ |
| 1975                                                                                      | Nothing Else to Do           | 20                      | —                       | Single uniquement                    |
| 1975                                                                                      | When You're Gone             | 4                       | 26                      | Maggie MacNeal                       |
| 1976                                                                                      | Love Was In Your Eyes        | —                       | —                       | Maggie MacNeal                       |
| 1976                                                                                      | Blackbird                    | —                       | —                       | Maggie MacNeal                       |
| 1976                                                                                      | Make the Man Love Me         | —                       | —                       | Maggie MacNeal                       |
| 1976                                                                                      | Terug naar de kust           | 16                      | 27                      | Zing je moerstaal (en collaboration) |
| 1977                                                                                      | Fools Together               | 14                      | 8                       | Fools Together                       |
| 1977                                                                                      | You and I                    | —                       | —                       | Fools Together                       |
| 1979                                                                                      | Night Time                   | 48                      | —                       | Night Time                           |
| 1980                                                                                      | Amsterdam                    | 39                      | —                       | Amsterdam                            |
| 1983                                                                                      | I've Got You (You've Got Me) | —                       | —                       | Single uniquement                    |
| « — » signifie que le single ne s'est pas classé ou n'est pas sorti dans le pays indiqué. |                              |                         |                         |                                      |